# Ike Iroegbu
Ikenna Ugochukwu Iroegbu, detto Ike (Elk Grove, 14 marzo 1995), è un cestista statunitense con cittadinanza nigeriana.

## Palmarès
- Lega Balcanica: 1

Hapoel Galil Elyon: 2021-2022